# Jhoanner Chávez
Jhoanner Stalin Chávez Quintero (* 25. April 2002 in Puerto Francisco de Orellana) ist ein ecuadorianischer Fußballspieler, der aktuell leihweise in der Ligue 1 beim RC Lens spielt.

## Karriere

### Verein
Chávez begann seine fußballerische Ausbildung bei Independiente del Valle in Ecuador. Dort spielte er in der Saison 2019 bereits einmal im Pokal, jedoch noch nicht in der Serie A. Anfang des Jahres 2020 konnte er mit dem U20-Team seines Vereins die U-20-Copa-Libertadores gewinnen. Am 1. Oktober 2020 kam er schließlich zu seinem Profidebüt, als er in der Copa Libertadores in der Gruppenphase gegen Flamengo Rio de Janeiro einen Kurzeinsatz bekam. Zwei Monate später debütierte Chávez auch in der Serie A bei einem 2:0-Sieg Anfang Dezember gegen den CD El Nacional. Diese beiden Einsätze blieben jedoch seine einzigen in der Saison 2020. In der Spielzeit 2021 spielte er wettbewerbsübergreifend 29 Spiele und konnte mit dem Team den ecuadorianischen Meistertitel gewinnen. Bei seinem ersten Saisoneinsatz am sechsten Spieltag der Saison 2022 schoss er bei einem 3:1-Sieg sein erstes Ligator und sorgte zudem für eine Vorlage in dem Spiel. Zwei Monate später gelang ihm auch auf internationaler Ebene, im letzten Gruppenspiel der Copa Libertadores sein erster Treffer gegen América Mineiro. In der Copa Libertadores schied der Klub in der Gruppenphase aus, qualifizierte sich aber noch für die weitere Teilnahme an der Copa Sudamericana 2022. Hier erreichte man das Finale am 1. Oktober 2022 gegen den FC São Paulo. Das Treffen konnte der Klub mit 2:0 für sich entscheiden. Chávez stand dabei in der Startelf. Insgesamt bestritt er 2022 44 Profispiele, wobei er sieben Tore erzielen konnte und drei Treffer vorbereitete und die Copa Ecuador gewinnen konnte.
Im Januar 2023 wechselte Chávez für eine Ablöse von über drei Millionen Euro nach Brasilien zum EC Bahia. Dort spielte er insgesamt wettbewerbsübergreifend 24 Mal in der Liga (zehn Mal, kein Tor) und in der Staatsmeisterschaft (neun Mal, kein Tor), wobei er insgesamt einmal traf und mit dem neuen Team die Staatsmeisterschaft gewann. Anschließend wurde er für den Rest der Série A 2023 zurück an seinen Jugendverein Independiente del Valle verliehen. Hier kam er in weiteren 15 Ligaspielen zum Einsatz und schoss zwei Tore. Nach der Rückkehr nach Brasilien wurde er erneut für ein halbes Jahr nach Frankreich an den amtierenden Vizemeister RC Lens verliehen.

### Nationalmannschaft
Chávez bestritt im Zuge der U17-WM 2019 zwei Länderspiele für die ecuadorianische U17-Nationalmannschaft. Im Dezember 2020 kam er zu zwei Einsätzen für das U20-Team seines Landes.
Am 12. November 2022 debütierte er bei einem 0:0-Unentschieden in einem Freundschaftsspiel gegen den Irak für die ecuadorianische A-Nationalmannschaft.

## Erfolge
Independiente del Valle
- Copa Libertadores (U-20): 2020
- Ecuadorianischer Meister: 2021
  - Vizemeister: 2023
- Ecuadorianischer Pokalsieger: 2022
- Copa Sudamericana: 2022

EC Bahia
- Staatsmeister von Bahia: 2023